# 広島紡績所
官営広島紡績所（かんえいひろしまぼうせきじょ）は、かつて広島県に存在した官営模範工場。
愛知紡績所とともに明治政府が設立した綿糸紡績所である。跡地は「官立綿糸紡績工場跡」として県史跡に指定されている。なお官営模範工場としては営業していないが、本項では便宜上この名称を用いる。

## 沿革

### 背景
瀬戸内海に面した安芸国南部には、瀬戸内海式気候かつ日当たりのいい傾斜地が多いため古くから綿花栽培が盛んであった。江戸時代に広島藩による干拓によって新開造成が行われると、そこには塩に強い綿の栽培が奨励された。そこで生産された綿織物は、江戸時代中頃には大阪市場に出荷されて藩の主要特産品となり、江戸後期には特に「安芸木綿」と呼ばれ、「御国産第一之品柄」と称されたほどであった。
明治維新後それまでの鎖国政策が明治政府によって廃止されると、海外から安く質の良い綿花・綿織物が輸入されるようになり、国内の紡績業は不振に陥った。殖産興業を勧めた明治政府は、国内での綿糸紡績業の振興を図るため西洋式紡績機を輸入し国内に洋式紡績の模範工場を建てることを決め、当時綿の生産地であり紡績業も盛んであった愛知と広島両県に建設することを決定した。正式名称は当初は愛知が「第一紡績所」、広島が「第二紡績所」であったが、のちに通称であった「愛知紡績所」「広島紡績所」が正式名称となった。

### 計画
輸入したイギリス製ミュール精紡機は水力で動くものだった。そこで藩の油搾水車場があった"広島藩油御用所跡"（安芸郡上瀬野村一貫田/現安芸区上瀬野二丁目）に広島工場を建設し瀬野川を利用して運用することとした。ただそこでは夏の水量が不十分であることがわかったため、場所を変更することになった。そこで同村内、瀬野川の支流である熊野川上流にある上瀬野村奥畑（現安芸区上瀬野町）に工場を建設し、熊野川を利用して運用することとした。
この奥畑の官営紡績所建設中の1881年（明治14年）6月、旧広島藩士に対する士族授産（士族への生活救済政策）を目的として官営紡績所の払い下げを前提に広島県の主導で「広島綿糸紡績会社」が設立される。社長は亀岡勝知（第百四十六国立銀行頭取）が就任した。政府に対し広島県令の出願で官営紡績所の払い下げ交渉とともに佐伯郡河内村下小深川（現佐伯区五日市町）に新たに工場を建設することを依頼する。双方とも了承され、政府からの授産金で下小深川に工場建設が着工、奥畑の官営紡績所は完成前に政府から広島綿糸紡績会社に払い下げられた。
つまり官営広島紡績所は、官営模範工場としては創業していないことになる。

### 営業
1882年（明治15年）6月、広島綿糸紡績会社第1工場（旧・官営広島紡績所工場、東工場とも）は完成した。すぐに操業を開始したものの、ここでも夏場に水量不足がおき1ヶ月に3回しか運転できなかったことなど、しばしば運転休止になった。そのため1886年（明治19年）（1888年（明治21年）とも）には操業を中止し、機械を広島区河原町（現中区）に運び、蒸気機関を用いて操業を再開した。
第1工場操業中である1883年（明治16年）、広島綿糸紡績会社の第2工場（下小深川の工場、西工場とも）が完成し、操業を始めた。ここでも水力を用いたイギリス製紡績機が導入され、水源には八幡川が利用された。ここへ原料のインド綿の運搬と従業員の通勤手段として、山陽鉄道五日市駅が設置された。
広島綿糸紡績会社は第1工場（河原町に移転した工場）と第2工場（下小深川の工場）とで生産は順調であったが、1890年（明治23年）の恐慌の渦中で経営は悪化し休業した。

### その後
1893年（明治26年）に株式会社に組織変更して「広島綿糸紡績株式会社」となり、海塚新八が経営陣に加わるものの、業績は向上せず、1902年（明治35年）に会社は解散した。
同年、海塚がその株式を全て取得し「海塚紡績所」に名称変更して再開業する。時期・経緯など不明であるが、この会社はのちに「にしきわた株式会社」となる。第2次世界大戦時に軍需工場となる。使われていた紡績機械は広島市に移されたが、1945年（昭和20年）8月6日、広島市への原子爆弾投下によって消滅した。

## 遺構
官立綿糸紡績工場跡（第1工場）
「官立綿糸紡績工場跡」として、1940年（昭和15年）11月10日に広島県史跡指定。
2024年（令和6年）時点で民有地。一角に史跡を説明する案内看板が設けられている。遺構としては石垣・水車に通じる水門・水の調節口などが残されている。当時作られた測量図「広島県下安芸郡上瀬野村紡績機械設置用地六百分之一測量図」を国立公文書館が所管している。
河原町の工場跡
不明。
広島綿糸紡績会社第2工場
文化財指定なし。
2024年時点で民有地。当時の石垣が残る。